# Diana Haynes
Diana Haynes (* 10. März 1982 in Johannesburg als Diana Argyle) ist eine südafrikanische Squashspielerin.

## Karriere
Diana Haynes gewann einen Titel auf der PSA World Tour und spielte ab den 2000er-Jahren international für Südafrika. Mit der südafrikanischen Nationalmannschaft nahm sie 2006, 2008 und 2012 an der Weltmeisterschaft teil. Zudem gehörte sie zum Aufgebot bei den Weltmeisterschaften im Doppel und Mixed in den Jahren 2004 und 2006 sowie bei den Commonwealth Games 2006.
Nach dem Gewinn der Vizemeisterschaften 2006 und 2008 wurde sie 2012 südafrikanische Landesmeisterin.

## Erfolge
- Gewonnene PSA-Titel: 1
- Südafrikanischer Meister: 2012